# 80
80 је била преступна година.

## Догађаји
- Римски цар Тит отвара Колосеум са 100 дана игара.
- Римске снаге у Британији допиру до граничне линије Тајн–Солвеј Фирт. Њихове командант Гнеј Јулије Агрикола ствара флоту за освајање Каледоније, и након извиђања античким географима доказује како је Британија острво.
- Оригинални римски Пантеон је уништен у пожару, заједно са многим другим зградама.